# A lean története
A lean, mint vállalatirányítási és működtetési modell többek munkásságának összegzése. A lean angol szó, jelentése: karcsú. Lényege, hogy az adott vállalat működését lean azaz karcsú módon szervezze, a vállalat ne legyen „elhízva”. Egy vállalat akkor karcsú, azaz lean, ha folyamatait és munkamódszereit megszabadítja a veszteségektől.
A lean értelmezésében a veszteség mindazt jelenti, ami egy vállalati folyamat esetében szükségtelen, felesleges, nem ad hozzá semmit a végtermék vagy szolgáltatás értékéhez. Ilyen veszteség például az áruk szállítása vagy a gyáron belüli anyagmozgatás; a felesleges csomagolások alkalmazása; az adott terméknek a kívánt minőség eléréséhez képesti nagyobb mértékű megmunkálása; a selejt, vagy irodai folyamatok esetén a többszörös engedélyezési körök; a senki által nem olvasott jelentések készítése; felesleges adatok rögzítése és így tovább. A lean célja, hogy ezeket a veszteségeket felfedezze és eltávolítsa az adott folyamatból, így téve valóban hatékonnyá, gazdaságossá a cég működését.
Ez a gazdaságosságra, hatékonyságra törekvés nem új az emberiség történetében. Bár a lean, mint menedzsment-filozófia csupán a 20. században jelent meg, már a középkortól vannak előzményei.

## Középkor
1570 körül a velencei Arzenálban hajókat építettek. Egy alkalommal III. Henrik francia király személyesen figyelte meg, ahogy a korabeli gyárban kevesebb, mint egy nap alatt építettek fel egy gályát. A gálya építéséhez a folyamatos áramlás elvét alkalmazták, ami ma is a lean egyik alaptétele. Ennek lényege, hogy a gyártási folyamat lépéseit nem csak időben, de – lehetőség szerint – térben is egymás mellé rendezzük, így a folyamat egyes lépései közötti szükségszerű veszteségeket (anyagmozgatás, várakozás, információhiány a folyamat éppen akkori állapotáról) a minimálisra csökkentsük, így a folyamat átfutási ideje jelentősen csökken, azonos idő alatt több termék állítható elő, így a hatékonyság nő.

## 18-19. század
1760-ban Jean-Baptiste de Gribeauval francia tábornok rájött, mennyire fontos a harctéren az, hogy a katonák fegyverei egymással cserélhető alkatrészekből álljanak, és így a harctéri javításokat könnyebben el tudják végezni. 1799-ben Whitney továbbfejlesztette a cserélhető alkatrészek koncepcióját, és szerződést kötött az amerikai hadsereggel, melyben vállalta, hogy 10 000 muskétát szállít le darabonkénti 13 dollár 40 centes áron. Mindezt csak úgy tudta megvalósítani, ha a puskák ugyanolyan alkatrészből álltak, és azokat ugyanolyan módon állították elő és össze. Ezt úgy tudta elérni, ha tömeggyártást alkalmazott.
1807-ben Marc Isambard Brunel egy olyan berendezést épített, ami 22 gép sorba állításával egyforma alkatrészeket (pl. kötélzetet) gyártott az Angol Királyi Tengerészet számára. 1822-ben az amerikai Thomas Blanchard 14 gépet cellaszerű elrendezésben működtetett, ami lehetővé tette, hogy bonyolultabb formákat, például puskatusokat gyártson egyforma méretben. A gépezet úgy működött, hogy az első gépbe behelyeztek egy darab fát, és a vízzel működő gép automatikusan a megfelelő méretűre és alakúra vágta. A 14 gép emberi beavatkozás nélkül volt képes erre a feladatra, a munkadarabok egyesével haladtak egyik gépről a másikra. 1850-re minden amerikai fegyvergyártó sztenderd fémalkatrészeket gyártott sztenderd fegyverekhez. Az elkészítésükhöz azonban még sok élőmunkára volt szükség, mivel a gépek még nem tudtak a kemény fémmel a megfelelő módon bánni. 1890-ben Sakichi Toyoda feltalált egy fából készült kézi szövőszéket.

## 20. század
A 20. században számos közgazdász, üzemmérnök, munkapszichológus és gyártulajdonos foglalkozott a termelési rendszerek hatékonyabbá tételével. Vizsgálódásuk tárgya nem csak maga a munkafolyamat volt, de az is érdekelte őket, hogy például az emberek motivációi, munkához való hozzáállásuk mennyiben segíti vagy rombolja egy adott folyamat hatékonyságát.

### A második világháborúig
1902-ben Sakichi Toyoda megfogalmazta a jidoka koncepciót.
Frank Bunker Gilbreth 1905-ben építési vállalkozóként a téglarakás módszertanát igyekezett egyszerűbbé és gyorsabbá tenni. Ekkor ismerkedett meg feleségével, Lilliannel, aki termelő és adminisztratív munkások munkahelyi szokásait vizsgálta abból a szempontból, hogyan lehet emelni a "kihozatalukat", azaz mai szóval a termelékenységüket, miközben könnyebbé teszik a munkát magát. A házaspár tanácsadó céget alapított gondolataik terjesztésére. Egyes vélemények szerint Gilbreth számít a mozdulatelemzés-módszer megalkotójának. 17 különböző elemi mozdulatot és ezek kombinációit különítette el. Ehhez a munkához speciális kamerát használt. Tanácsadóként azt tanította, hogy a munka minden elemét folyamatosan meg kell kérdőjelezni és fejleszteni kell (azaz már az előtt használta a folyamatos fejlesztés elvét, mielőtt az kaizen néven elterjedt volna.)  Ő volt az első, aki azt javasolta, hogy a nővér asszisztáljon a sebész munkájához úgy, hogy a műtét közben kiszolgálja őt a szükséges eszközökkel. Ő volt az is, aki a hadsereg számára kidolgozta azokat a standard technikákat, amelyekkel egy katona képes teljes sötétségben is szét- majd összeszerelni fegyverét. Taylorral ellentétben (aki a folyamatok idejét mérte és akarta csökkenteni) Gilbrethék elsősorban a szükséges mozdulatok csökkentésével szerettek volna eredményeket elérni, mivel fontos volt számunkra a munkások életminősége is.
1906-ban egy olasz közgazdász, Vilfredo Pareto kidolgozott egy matematikai formulát, ami leírta a gazdagok és szegények valamint az általuk birtokolt összvagyon eloszlását Olaszországban. Észrevette, hogy az összvagyon 80%-a a teljes népesség 20%-ának kezén van. A 80/20-as szabályt azóta Pareto-elvnek nevezik, és a lean menedzsmentben is alkalmazható. Például: az összes hiba 80%-át az összes hibaokok 20%-a okozza.
1908-ban Henry Ford piacra dobta T-Modelljét, ami az első tömeggyártással készült autó. 1910-ben a Ford Gyár Highland Parkba költözött, amit a "Lean Termelés szülőhelyének" is neveznek.
1910 és 1914 között a Ford számtalan újítást vezetett be az autógyártásban. Új fémalkatrészeket, új gépesítési eljárásokat, és kifejlesztette a futószalag-gyártósort, aminek a segítségével az autók összeszerelésének ideje 12 óra helyett 3 óra lett. 1911-ben Sakichi Toyoda meglátogatta Ford gyárát, ahonnan ötleteket merített.
1924-ben Sakichi Toyoda automata szövőszéket kezdett árusítani, majd 1929-ben eladta a gyártási jogokat. Kiichiro Toyoda ugyanekkor meglátogatta a Fordot és más európai gyárakat, hogy az autógyártást tanulmányozza. 1933-ban Autógyártó részleget állítottak fel a Toyoda Auto Loom gyárban, ami a szövőszékeket gyártotta. 1937-ben megalapították a Toyoda Motor Company-t, Kiichiro Toyoda elnökségével.
1937-ben a német hadsereg bevezette a taktidő fogalmát azért, hogy szinkronba hozza a repülőgépek összeszerelési ütemét. A Mitsubishi kapcsolatban állt német cégekkel, és elvitte a taktidő fogalmát és alkalmazásának módját Japánba, ahol a Toyoda is átvette.
1938-ban a Just in time (JIT) koncepciót alakította ki Kiichiro Toyoda. A második világháború miatti nyersanyaghiány azonban egy időre lehetetlenné tette a JIT alkalmazását.
1939-ben Walter Shewhart publikálta művét Statisztikai módszerek a minőség-ellenőrzés szemszögéből címen. A könyv bevezeti a PDCA-ciklust, akkor még Plan-Do-Study-Act (Tervezz-Cselekedj-Tanulmányozz-Avatkozz be) néven. Az 1950-es években W. Edwards Deming átalakítja a betűszót Plan-Do-Check-Act (Tervezz-Cselekedj-Ellenőrizz-Avatkozz be) értelmezésre.
A háború alatt szükségessé vált, hogy minél több fegyvert és járművet tudjanak minél rövidebb idő alatt legyártani, ezért 1940-ben, amikor naponta 1 B-24-es bombázó-repülőgépet voltak képesek összeszerelni, a Ford egyik munkatársa, Charles Sorensen meglátogatta a Consolidated Aircraft céget, hogy tanácsot adjon, hogyan tudnák Ford módszereit használni, hogy növeljék a termelékenységet. Ugyanebben az évben Deming kidolgozott egy statisztikai mintavételi módszert az 1940-es népszámlálásra, majd a statisztikai folyamatszabályozási módszereket (SPC) tanított munkásoknak.
1943-ra Ford kialakította a Williw Run bombázó-összeszerelő üzemet, ahol már nem naponta, hanem óránként tudtak egy-egy B-24-es bombázót megépíteni. Ugyanebben az évben Óno Taícsi (大野 耐; Hepburn: Taichi Ohno) a Toyoda Auto Loom céget Toyota Motor Corporation néven szervezte újjá.

### A második világháború után
A lean háború utáni története elválaszthatatlan a Toyota történetétől, bár maga a lean szó csupán John Krafcik 1988 őszén írt cikkében bukkan fel, majd James Womack, Daniel Jones és Daniel Roos a The Machine That changed the World című könyvükben határozták meg pontosan.
A lean "atyjának" Óno Taícsit (大野 耐; Hepburn: Taichi Ohno) tartják. Egyesült Államokbeli látogatásán, melyet azért tett, hogy autóipari üzemeket látogasson meg, mégsem az autóipar nyűgözte le, hanem a szupermarketek. Japánban ekkor még nem volt sok ilyen típusú üzlet, így Ónóra nagy hatással volt, amit ott látott. A vásárlók pontosan azt kapták, amit venni akartak, és olyan mennyiségben, amilyenben akarták. Óno megfigyelte, hogyan szolgálják ki vevőiket a szupermarketek egyszerűen, hatékonyan. Ennek eredményeképpen, miután visszatért Japánba, alakította ki a húzórendszert, ami a lean elődjének tekinthető Toyota Termelési Rendszer (TPS) egyik alapja. A húzórendszer lényege, hogy a vevő az, aki a megtermelt árut mintegy "kihúzza" a rendszerből (hasonlóan ahhoz, ahogy a boltban a vásárló leveszi a terméket a polcról), amit aztán a gyártásnak kell pótolnia pontosan olyan mennyiségben, amilyenben a vevő "kihúzta" a gyárból. Ennek a folyamatnak a szabályozására vezették be a kanban-rendszert, a kanban-kártyákat. Azt a raktárat, amiből a vevő kihúzza az árut, a bolt elnevezésének mintájára a lean menedzsmentben is szupermarketnek hívják.
A TPS abból a szükségletből nőtt ki, ami a háború után keletkezett. Japán mindig is természeti erőforrásokban szegény ország volt. Ezt a helyzetet csak súlyosbította a háború utáni nyersanyaghiány. A háború utáni Japánban kis mennyiségű autót lehetett eladni, de azokat többféle variációban kellett legyártani. Az amerikai tömegtermeléses módszer nem volt alkalmas ezekre a körülményekre, ezért ki kellett alakítani egy olyan gyártási folyamatot, mely kis energiát és kevés nyersanyagot igényelt a kis darabszámú termeléshez. Óno a TPS sikerének azt látta, hogy a Toyota mindig, folyamatosan küzdött azért, hogy a gyártásban lévő veszteségeket felszámolják.
1973-ban, az olajválság idején más országok és iparágak is átvették a Toyota módszerét, mely ekkor kezdett világszerte terjedni. Japán tanácsadók járták a világot és terjesztették a TPS-t, közben tovább is fejlesztve azt, mígnem megszületett a lean, mely szót először 1988-ban írt le cikkében John Krafcik. 1990-ben jelent meg James Womack, Daniel Jones és Daniel Roos szerzőktől a The Machine That Changed the World című könyv, melyet a lean menedzsmentben alapvető műként tartanak számon, majd szintén Womack és Jones tollából a Lean Thinking című könyv, mely magyarul is elérhető Lean szemlélet címen.
Óno mellett többen is kidolgoztak módszereket, melyeket ma is használnak a lean eszköztárában. Lawrence D. Miles az értékelemzés módszertanát dolgozta ki. Singó Sigeo (新郷 重夫; Hepburn: Shigeo Shingo) a poka-yoke és a SMED kifejlesztője, és a TPS egyik első dokumentálója. A róla elnevezett díjat  olyan vállalatok kapják, amelyek kiváló eredményeket értek el a lean, a hatékony és sikeres működés területén. W. Edwards Deming a PDCA-ciklus, a 14 pont és a 7 halálos szervezeti betegség (Seven Deadly Diseases) megalkotója. Az USA Hadügyminisztériumának kérésére 1947-ben Japánba ment, hogy ott a háború utáni újjáépítésben segítsen. Hatása a 2. világháború utáni japán iparra meghatározó volt.

## Ajánlott irodalom
- James P. Womack, Daniel T. Jones, Daniel Roos: The Machine That Changed the World, 1990
- James P. Womack-Daniel T. Jones: Lean szemlélet. HVG könyvek, Budapest. ISBN 978-963-9686-83-0
- Jeffrey K. Liker: A Toyota-módszer. HVG könyvek. Budapest. ISBN 978-963-968-643-4